# Astereae
Astereae là một họ thực vật trong gia đình Asteraceae, bao gồm các loại cây thảo, cây bụi nhỏ, cây bụi và cây gỗ. Chúng thường mọc chủ yếu ở những vùng ôn đới trên thế giới. Các loại cây trong họ này phân bố rộng rãi trên khắp cả thế giới, chia thành hơn 250 chi và hơn 3.100 loài, đứng thứ hai về số lượng sau họ thực vật Senecioneae.
Sự phân loại của họ thực vật Astereae đã thay đổi đáng kể sau khi có bằng chứng từ cả hình thái học và phân tử, cho thấy cần tách ra nhiều chi khác nhau hoặc di chuyển để phản ánh chính xác mối quan hệ giữa các loài cây. Một nghiên cứu của R. D. Noyes và L. H. Rieseberg cho thấy hầu hết các chi trong họ thực vật này tại Bắc Mỹ thực sự thuộc một nhóm duy nhất, có nghĩa là chúng có một tổ tiên chung. Nhóm này được gọi là nhóm duy nhất Bắc Mỹ. Guy L. Nesom và Harold E. Robinson đã tham gia vào công việc nghiên cứu gần đây và tiếp tục phân loại lại các chi cây trong họ trên toàn cầu.

## Các phân bộ
Tính đến  tháng 10 năm 2022, họ Astereae được chia thành 36 phân bộ được chấp nhận.
- Afroasterinae G.L.Nesom
- Asterinae (Cass.) Dumort.
- Astranthiinae G.L.Nesom
- Baccharidinae Less.
- Bellidinae Willk.
- Boltoniinae G.L.Nesom
- Brachyscominae G.L.Nesom
- Celmisiinae Saldivia
- Chaetopappinae G.L.Nesom
- Chamaegerinae G.L.Nesom
- Chiliotrichinae Bonif.
- Chrysopsidinae G.L.Nesom
- Conyzinae Horan.
- Denekiinae G.L.Nesom
- Doellingeriinae G.L.Nesom
- Egletinae G.L.Nesom
- Eschenbachiinae G.L.Nesom
- Formaniinae G.L.Nesom
- Geissolepinae G.L.Nesom
- Grangeinae Benth.
- Gutiereziinae G.L.Nesom
- Homochrominae Benth.
- Ionactinae G.L.Nesom
- Iranoasterinae G.L.Nesom
- Lagenophorinae G.L.Nesom
- Machaerantherinae G.L.Nesom
- Madagasterinae G.L.Nesom
- Mairiinae G.L.Nesom
- Nannoglottidinae G.L.Nesom
- Oclemininae G.L.Nesom
- Oritrophiinae G.L.Nesom
- Pentachaetinae G.L.Nesom
- Printziinae G.L.Nesom
- Pteroniinae G.L.Nesom
- Solidagininae O.Hoffm.
- Symphyotrichinae G.L.Nesom

## Các chi được chọn
- Acamptopappus (A.Gray) A.Gray
- Achnophora F. Muell.
- Almutaster Á.Löve & D.Löve
- Amellus L.
- Ampelaster G.L.Nesom
- Amphiachyris (DC.) Nutt.
- Amphipappus Torr. & A.Gray
- Aphanostephus DC. – Lazydaisy
- Arida (R.L.Hartm.) D.R.Morgan
- Aster L.
- Astranthium Nutt.
- Baccharis L.
- Bellis L.
- Bellium L.
- Benitoa D.D.Keck
- Bigelowia DC.
- Boltonia L'Hér.
- Brachyscome Cass.
- Bradburia Torr. & A.Gray
- Brintonia Greene
- Callistephus Cass.
- Calotis R. Br.
- Camptacra N.T.Burb.
- Canadanthus G.L.Nesom
- Celmisia
- Centipeda Lour.
- Ceruana Forssk.
- Chaetopappa DC.
- Chiliotrichum Cass.
- Chloracantha G.L.Nesom
- Chrysocoma L.
- Chrysoma Nutt.
- Chrysopsis (Nutt.) Elliott
- Chrysothamnus Nutt.
- Columbiadoria G.L.Nesom
- Commidendrum DC.
- Conyza Less.
- Corethrogyne DC.
- Crinitaria Cass.
- Croptilon Raf.

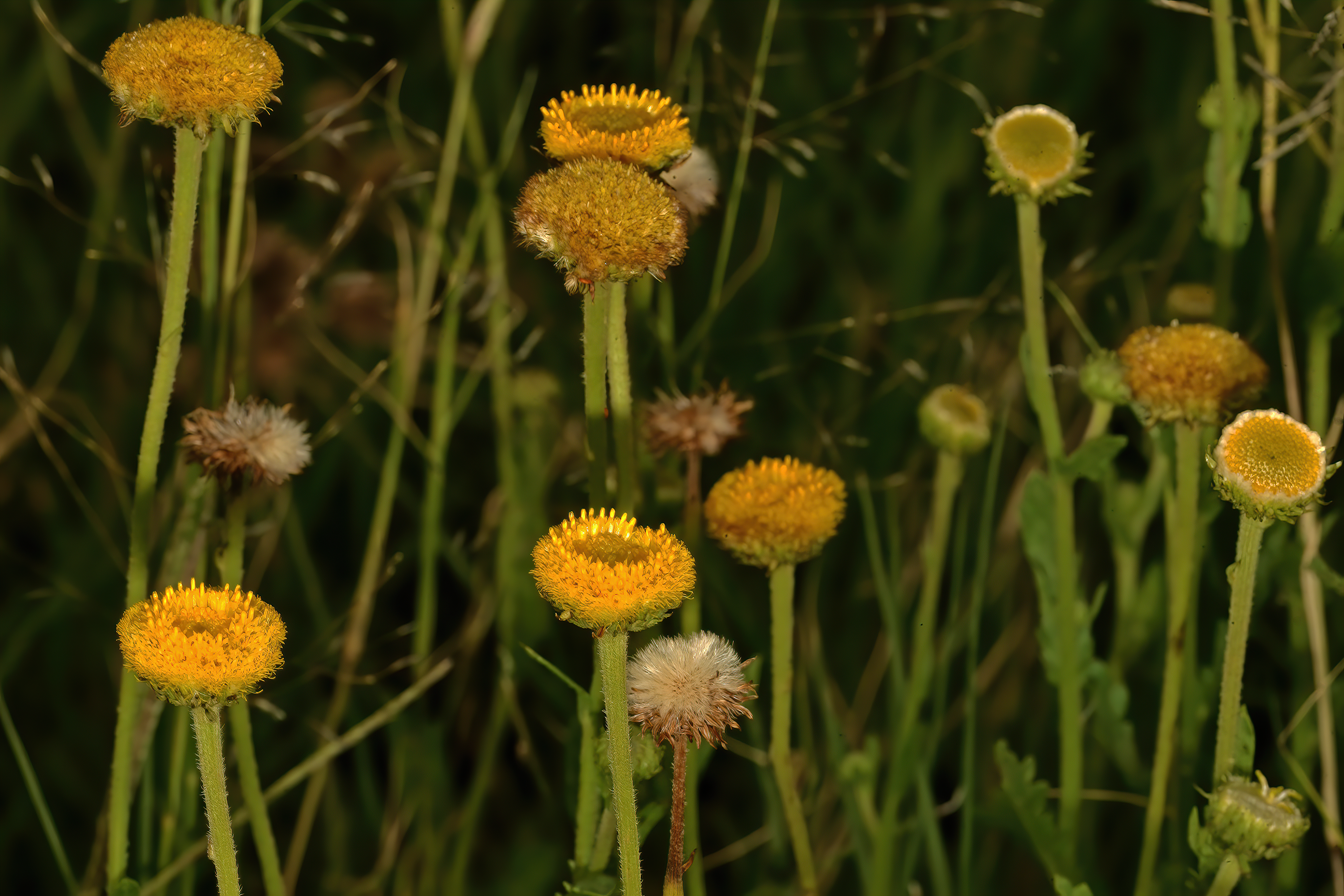
Conyza podocephala, Pretoria, Gauteng, Nam Phi

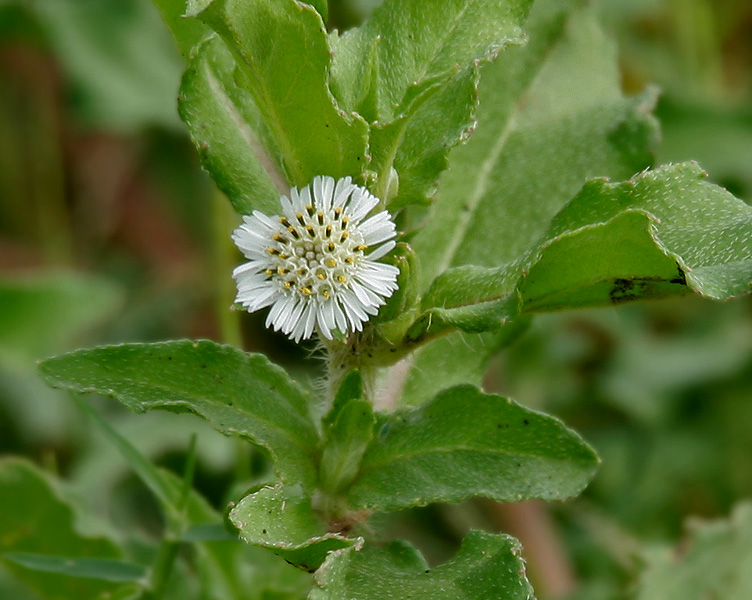
Eclipta prostrata tại hồ Pocharam, Andhra Pradesh, Ấn Độ

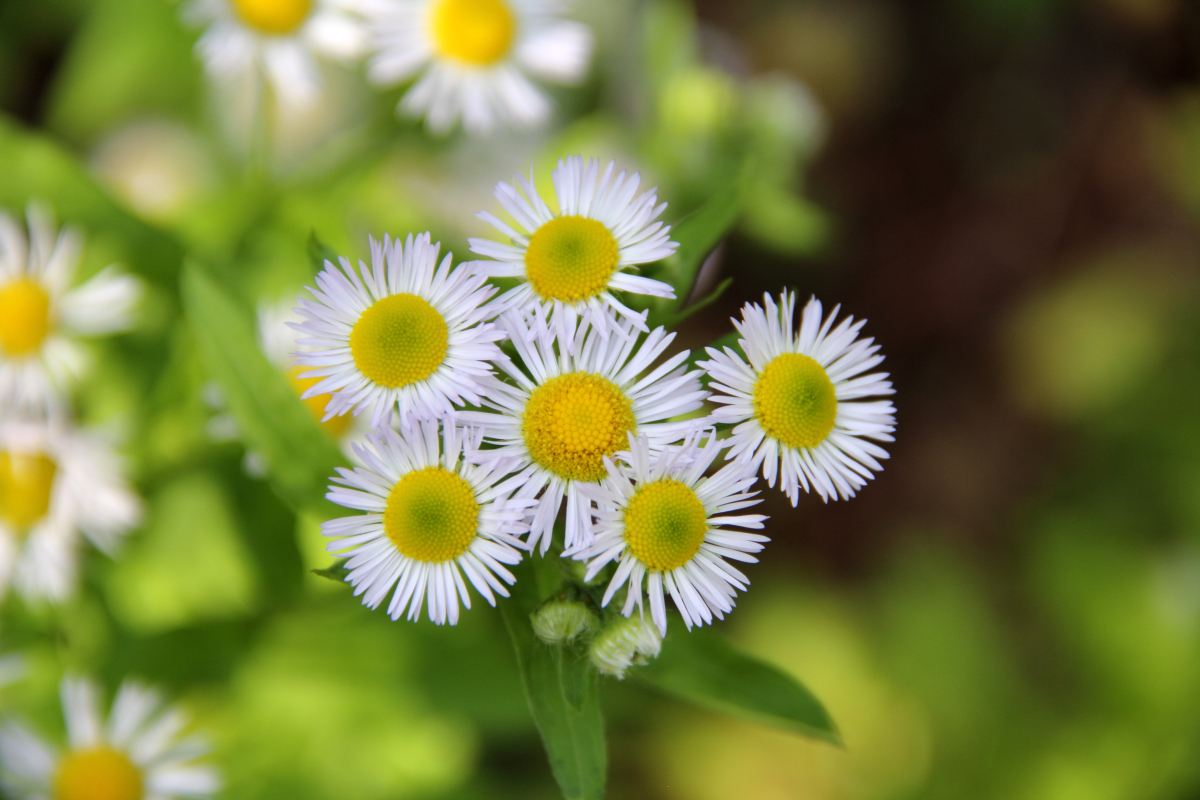
Erigeron annuus

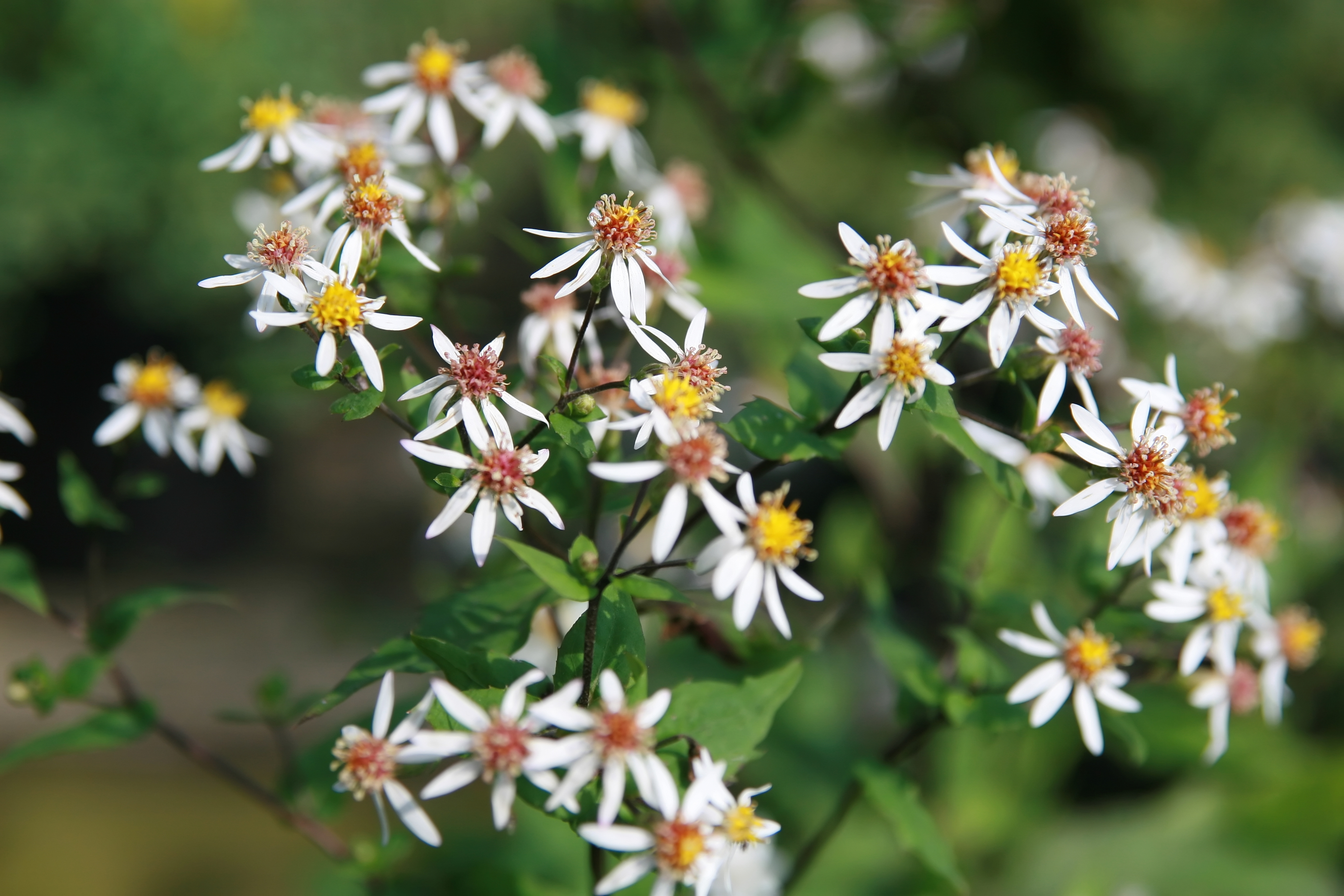
Eurybia divaricata tại Behnke Nurseries, Potomac, Maryland, Hoa Kỳ

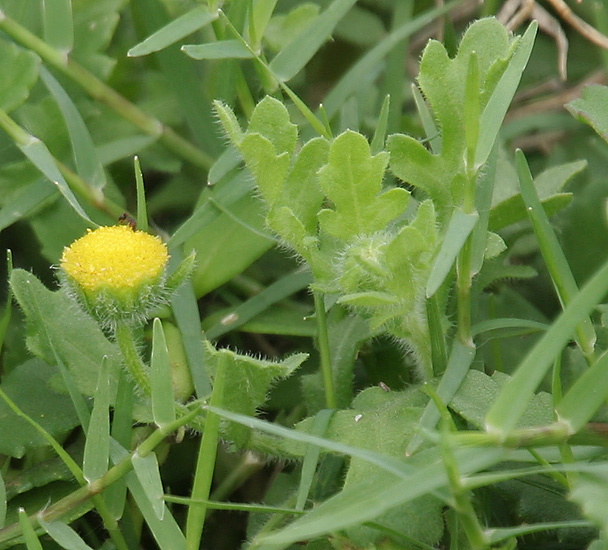
Grangea maderaspatana tại hồ Pocharam, Andhra Pradesh, Ấn Độ

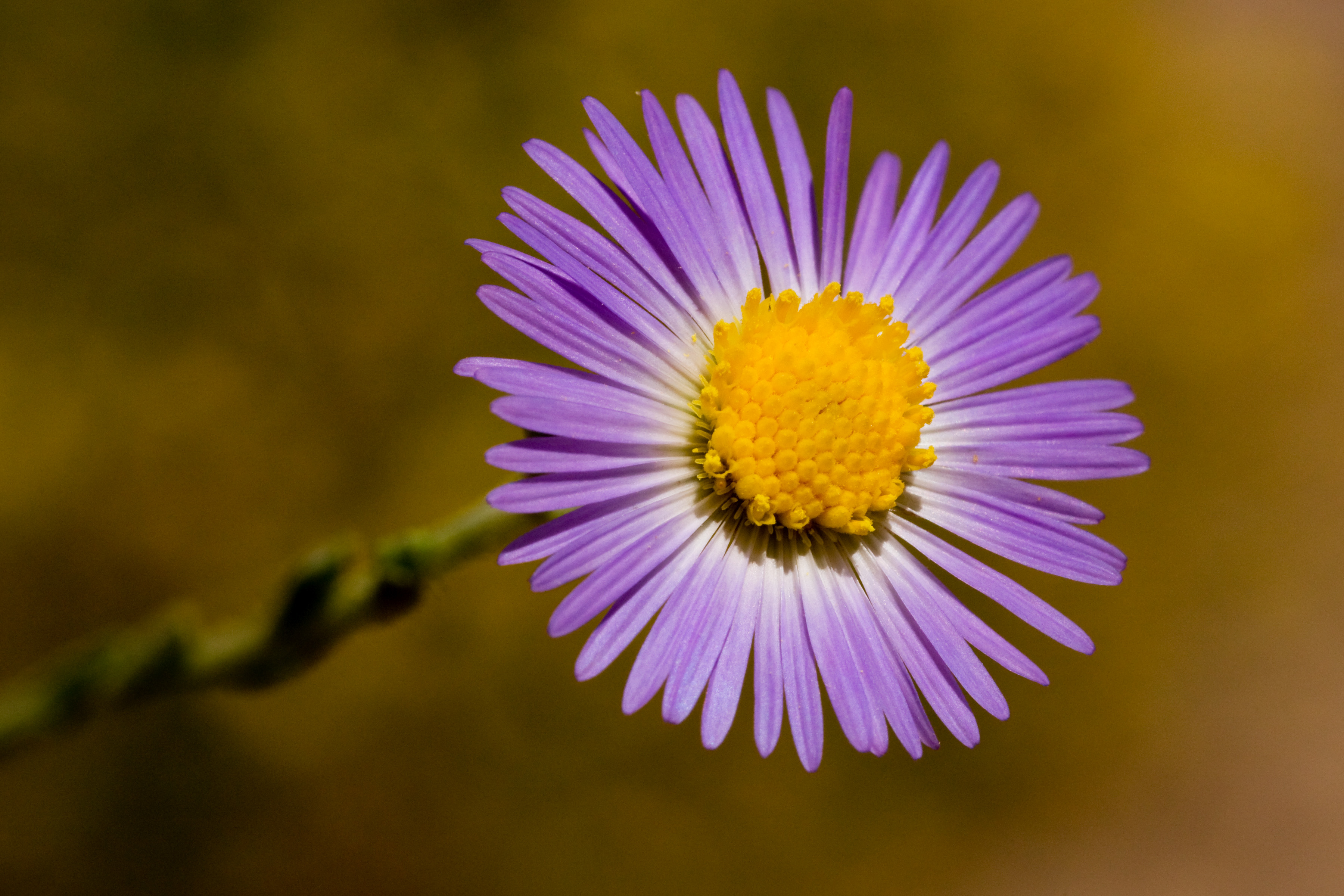
Psilactis asteroides tại East Dry Lake, Otero County, New Mexico, Hoa Kỳ

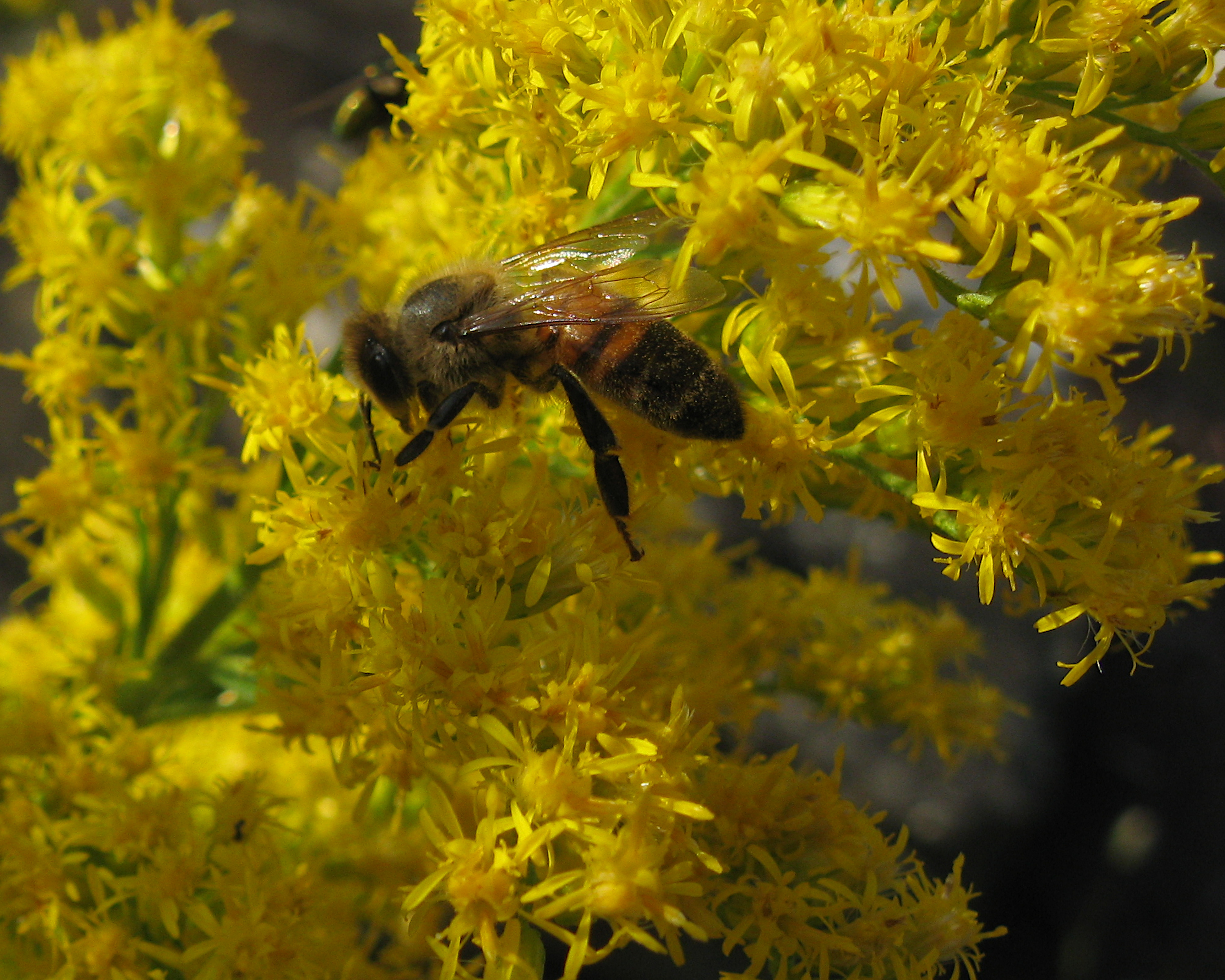
Solidago altissima với con ong, Pittsburgh, Pennsylvania, Hoa Kỳ

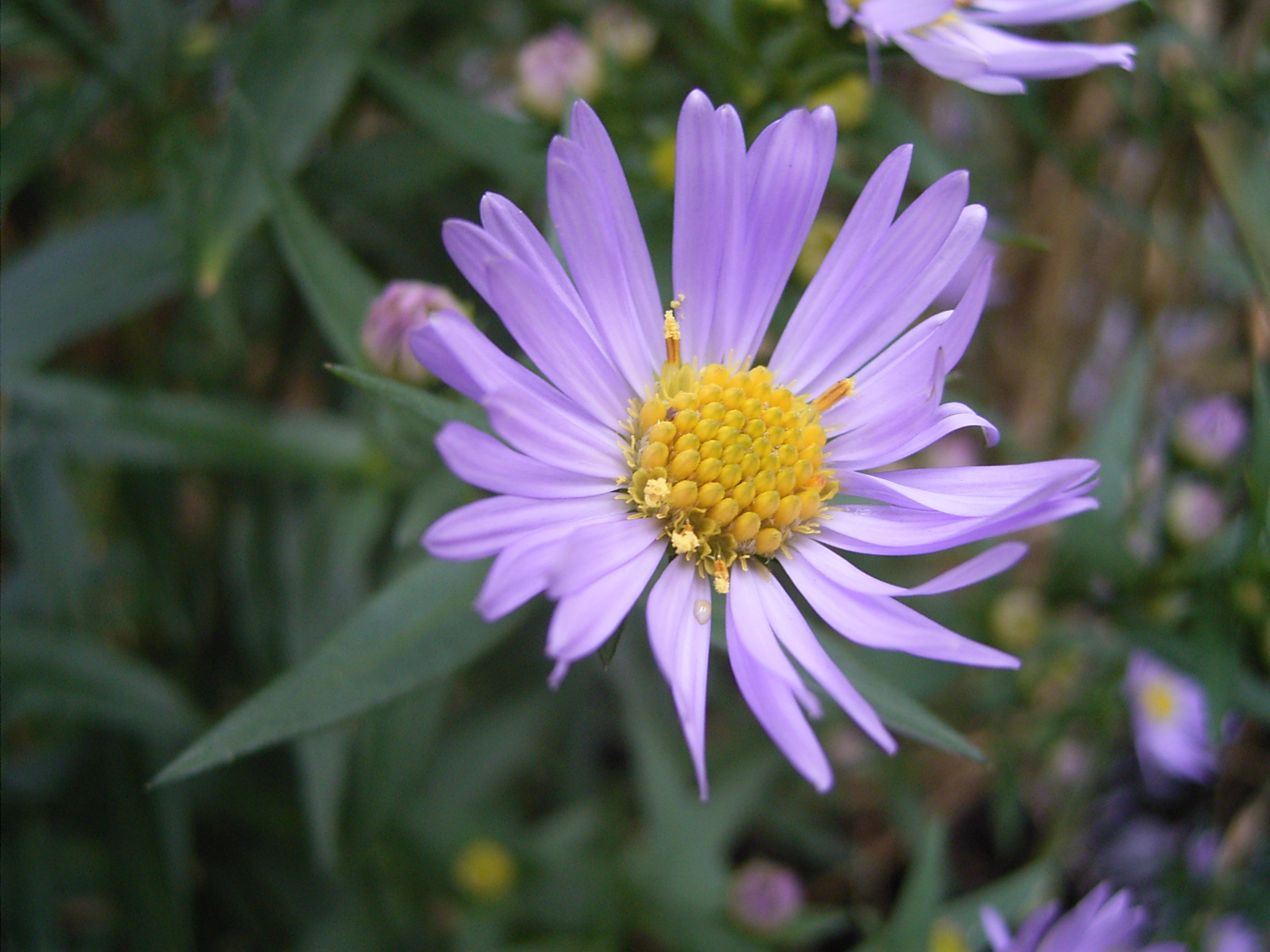
Symphyotrichum novi-belgii

- Cuniculotinus Urbatsch, R.P.Roberts & Neubig
- Damnamenia Given
- Darwiniothamnus Harling
- Dichrocephala DC.
- Dichaetophora A.Gray
- Dieteria Nutt.
- Diplostephium Kunth
- Doellingeria Nees
- Eastwoodia Brandegee
- Egletes Cass
- Ericameria Nutt.
- Erigeron L.
- Eucephalus Nutt.
- Eurybia (Cass.) Cass.
- Euthamia (Nutt.) Cass.
- Felicia Cass.
- Formania  W.W.Sm. & J.Small
- Galatella Cass.
- Geissolepis B.L.Rob.
- Grangea Adans.
- Grindelia Willd.
- Gundlachia A.Gray
- Gutierrezia Lag.
- Gymnosperma Less.
- Haplopappus
- Hazardia Greene
- Herrickia Wooton & Standl.
- Heterotheca Cass.
- Hysterionica Willd.
- Ionactis Greene
- Isocoma Nutt.
- Kalimeris (Cass.) Cass.
- Kemulariella Tamamsch.
- Kippistia F. Muell.
- Lachnophyllum Bunge
- Laennecia Cass.
- Lagenophora Cass.
- Lessingia Cham.
- Lorandersonia Urbatsch et al.
- Machaeranthera Nees
- Miyamayomena Kitam.
- Monoptilon Torr. & A.Gray
- Myriactis Less.
- Neonesomia Urbatsch & R.P.Roberts
- Nestotus Urbatsch, R.P.Roberts & Neubig
- Nolletia Cass.
- Oclemena Greene
- Olearia Moench
- Oligoneuron Small
- Oonopsis (Nutt.) Greene
- Oreochrysum (A.Gray) Rydb.
- Oreostemma Greene
- Oritrophium (Kunth) Cuatrec.
- Pachystegia (Hook. f.) Cheeseman
- Pentachaeta Nutt.
- Peripleura (N. T. Burb.) G.L.Nesom
- Petradoria Greene
- Pleurophyllum Hook.f.
- Podocoma Cass.
- Polyarrhena Cass.
- Psiadia Jacq.
- Psilactis A.Gray
- Psychrogeton Boiss.
- Pteronia L.
- Pyrrocoma Hook.
- Rayjacksonia R.L.Hartm.
- Remya Hillebr. ex Benth. & Hook.f.
- Rhynchospermum Reinw.
- Rigiopappus A.Gray
- Sericocarpus Nees
- Sheareria S.Moore
- Solidago L.
- Stenotus Nutt.
- Symphyotrichum Nees
- Tetramolopium
- Thurovia Rose
- Toiyabea R.P.Roberts
- Tonestus A.Nelson
- Townsendia Hook.
- Tracyina S.F.Blake
- Triniteurybia Brou.
- Tripolium Nees
- Vittadinia A. Rich.
- Xanthisma DC.
- Xanthocephalum Willd.
- Xylorhiza Nutt.
- Xylothamia G.L.Nesom

Nguồn: FNA, E+M, UniProt, NHNSW, AFPD